# Chelidonium cinctum
Chelidonium cinctum är en skalbaggsart som först beskrevs av Guérin-Méneville 1844.  Chelidonium cinctum ingår i släktet Chelidonium och familjen långhorningar.
Artens utbredningsområde är Laos. Inga underarter finns listade i Catalogue of Life.